# Elattoneura tenax
Elattoneura tenax – gatunek ważki z rodziny pióronogowatych (Platycnemididae). Endemit Cejlonu występujący w środkowej i południowej części wyspy.